# عام الأرنب البري
عام الأرنب البري (بالفنلندية Jäniksen vuosi) هو اسم لرواية من حقبة منتصف سبعينيات القرن العشرين من تأليف أرتو باسيلينا عام 1975.

## أحداث القصة
فاتانين مدير الإعلانات الشاب يستقيل فجأة من عمله و من حياة المدينة في هلسنكي, و يقرر قضاء فترة طويلة في برية فنلندا بصحبة أرنب بري قام بمعالجته من جرح أصابه في حادث.

## في السينما
تم نقلها إلى السينما في فيلم فنلندي من إنتاج عام 1977, و شارك في كتابته رستو جارفا (مع باسيلينا و كوليرفو كوكاسيارفي).